# Anopsicus troglodyta
Anopsicus troglodyta är en spindelart som först beskrevs av Willis J. Gertsch 1971.  Anopsicus troglodyta ingår i släktet Anopsicus och familjen dallerspindlar. Inga underarter finns listade i Catalogue of Life.